# Equilibrio de Stackelberg
El equilibrio de Stackelberg es un caso especial, en economía, de competencia imperfecta. En teoría de los juegos, es un caso especial del equilibrio de Nash. El equilibrio de Stackelberg Implica específicamente que el juego es repetitivo.
El equilibrio de Stackelberg se basa en la teoría de la competencia de Stackelberg, de acuerdo a la cual dos o más empresas compiten a fin de dominar el mercado. Una de esas empresas —denominada “líder”— ya tiene una posición dominante, consecuentemente sus movidas o estrategias determinan la de sus seguidores o competidores. 
Otras condiciones de esta competencia son: a) el líder siempre juega primero; por tanto, los competidores siempre saben cuál es la primera jugada. b) El líder sabe que los seguidores observan su acción para determinar la suya. c) El líder sabe que los competidores no tienen la opción de cambiar las reglas del juego (es decir, no pueden transformar la competencia de Stackelberg en algún otro tipo).

## Explicación

Ejemplo de cálculo de maximización de ganancia (curva TR) para un monopolio, siguiendo a Cournot. Dado que las ventas totales (línea AR) aumentan con la disminución de precios, los ingresos marginales (línea MR) divergen, aumentando más lentamente. Nótese que ganancia/ingreso total es 0 tanto a máximo de precios (debido a no venta) como a “venta total” (no precios); la maximización de ganancia se encuentra en algún punto intermedio, específicamente (y asumiendo costos de producción constante, en este caso 0): en el punto que línea MR cruza el eje de cantidad (disminuye a 0). A partir de eso, ventas adicionales a menor precio disminuyen la ganancia.

Quizás la mejor manera de aproximarse al equilibrio de Stackelberg es a través de la teoría de competencia de Cournot. El modelo de Cournot se refiere a una situación en la cual dos o más empresas compiten a fin de dominar el mercado. Las condiciones de esta competencia son: las empresas no cooperan, actúan racionalmente, producen el mismo o similares productos, cada una tiene la capacidad de influir el mercado (eg: debido a su producción puede alterar los precios de mercado) y la competencia adopta la forma de incrementos de producción. La asunción central es que la empresa que venda más, cualquiera sea el precio, maximizará sus ganancias. 
En el modelo de Cournot las empresas asumen que sus decisiones no afectaran las decisiones de sus competidores. Actúan como si todas las decisiones acerca de producción fueran tomadas al mismo tiempo. 
El modelo de Stackelberg sugiere que, a partir de lo anterior, cada empresa puede tomar el nivel de producción de sus rivales como un dado, y actuar como un monopolio a fin de determinar la propia.  De acuerdo al modelo, el hecho que la empresa líder actúe primero le confiere una ventaja crucial. 
Considérese un caso en el cual el mercado de algún bien determinado sea de un tamaño dado. La empresa líder, actuando primero y como un monopolio, decide que el nivel que maximiza sus ganancias se sitúa en el punto en el cual vende la cantidad suficiente como para, por ejemplo, satisfacer dos tercios de esa demanda. Cantidades superiores reducirían su ingreso marginal y, consecuentemente, la  ganancia total.
Las empresas competidoras pueden, especialmente si son reducidas en número, racionalmente limitarse a satisfacer el tercio restante. Tomando ese tercio, y los precios asociados, como el total de la demanda existente para ellos, pueden igualmente comportarse como un monopolio y adecuar el nivel de producción a ese precio para maximizar sus ganancias respectivas. 
En esa situación es posible que se establezca un equilibrio. Sin embargo, también es posible que la o las empresas competidoras escojan, utilizando el sector que el líder no atiende como base, producir un volumen mayor que el sector que la empresa líder no atiende. La competencia, entonces, no es sobre el mercado completo, sino sobre una fracción del mismo. Se establece así un equilibrio competitivo de Stackelberg. Se encuentran ejemplos de esta situación en el mercado de bebidas gaseosas, en el cual una empresa (por ejemplo: Coca Cola) domina el mercado a nivel internacional, la competencia (por ejemplo, Pepsi Cola) centrándose sobre fracciones del mismo. Situaciones similares se encuentran en el mercado de automóviles. Eso puede llevar a situaciones de exceso de producción instalada, que, a su vez, puede llevar a fusiones y adquisiciones industriales

## Amenazas y cambios en el equilibrio de Stackelberg
Es posible que el líder puede utilizar su ventaja no solo para determinar su nivel de producción sino también para lograr de la competencia el comportamiento más favorable para el líder.
En adición, es posible que el líder abuse su posición, compitiendo no en cantidad pero en precios, fijándolos a un nivel que amenaza la existencia de la competencia.
Lo anterior puede forzar a la competencia a producir a niveles que se alejan del equilibrio, es decir, a producir más y a precios menores que los que maximizan su ganancia, a fin de ganar mercado y “castigar” al líder. Una empresa seguidora no necesariamente necesita poner esta estrategia en efecto, la amenaza de su uso puede causar que la empresa líder modifique su comportamiento. Esto se puede ver como un ejemplo de la competencia de Stackelberg con incertidumbre en la demanda.
Alternativamente, una o varias de las empresas competidoras pueden recurrir a la  diferenciación, asociando sus productos, aun los del mismo tipo, con, por ejemplo, mejor calidad, amenazando así el sector que produce más ganancias para el líder. 

### Ejemplo
Se puede ver un ejemplo de lo anterior en la competencia de Microsoft contra Apple y Linux por el mercado de sistemas operativos y asociados. Microsoft redujo el precio de su sistema Windows al punto que amenazó la existencia de la empresa Apple, la que al mismo tiempo se disputaba una fracción pequeña del mercado con Linux, que no solo es Software libre sino generalmente gratuito. (para todo lo anterior, ver Etro, op. cit) Sin embargo Apple logró posicionar sus programas y computadores como siendo "de calidad",
 lo que eventualmente significó que llegó a tener una fuerte presencia en el sector que da más ganancias en ese mercado. A partir de lo anterior, Apple se posicionó como el "líder" en otros mercados asociados, con productos (iPod, iPhone; iPad) que pueden ser vistos, a su vez, como "primera movida" en esos nuevos sectores, lo que significa que el valor de mercado de la empresa Apple llega a superar el de Microsoft.